# Machaerota attenuata
Machaerota attenuata är en insektsart som först beskrevs av Baker 1927.  Machaerota attenuata ingår i släktet Machaerota och familjen Machaerotidae. Inga underarter finns listade i Catalogue of Life.